# QSIG
QSIG es un protocolo de señalización (ISDN) normalizado a nivel internacional para su uso en corporaciones o empresas en redes de voz o servicios integrados, por lo general entre Private Automatic Branch eXchanges (PABX).  
QSIG es utilizado para el establecimiento y la liberación de las llamadas (servicios básicos) y para el control de un gran número de funciones (servicios complementarios). Formalmente QSIG opera dentro de una Red Privada de Servicios Integrados (PISN) entre las entidades nodales conocidas como Redes Privadas e Integradas de conmutación (PINX). Una PABX es un ejemplo de un PINX. 
El nombre QSIG se deriva del hecho de que este protocolo lleva a cabo la señalización en un punto de referencia Q. El punto de referencia Q es un punto de demarcación formal entre dos PINXs. 
QSIG está diseñado para ser independiente de su propio medio de transporte e independiente de los medios de transporte de voz u otros medios en las llamadas establecidas por QSIG. A pesar de que una implementación típica de QSIG es sobre la tasa primaria de líneas arrendadas o alquiladas (QSIG ocupa uno de los 24 o 30 canales de 64 kbps, el resto actúa en calidad de portadores del medio de comunicación (habitualmente voz), según hablemos de transmisión T1 o E1), muchas otras implementaciones son posibles , encapsulado sobre otros protocolos.  En particular, QSIG puede ser desplegado en IP (un túnel directamente sobre un protocolo de transporte o sobre algún otro protocolo de señalización como H.323 o SIP.)

## Enlaces
- Linkbit Online QSIG Message Decoder

- Datos: Q2121327